# Acapulco (Film)
Acapulco (Originaltitel: Fun in Acapulco) ist ein US-amerikanischer Musikfilm aus dem Jahr 1963. Es war der 13. Film, in dem Elvis Presley eine Rolle übernahm. Die deutschsprachige Erstaufführung erfolgte am 20. Dezember 1963.

## Handlung
Mike Windgren kommt als Matrose auf einer Jacht nach Acapulco und verliert hier seinen Job. Der junge Schuhputzer Raoul hört seinen Gesang und überredet ihn, sich von ihm managen zu lassen. Mike erhält auch tatsächlich einen Gesangsjob im Hilton Hotel. Außerdem jobbt er in diesem Hotel als Rettungsschwimmer am Hotelpool als Ersatzmann für den Moreno. Moreno ist außerdem als Felsenspringer tätig. Als Touristenattraktion springt Moreno allabendlich vom Felsen La Quebrada in die Tiefe.
Mike lernt die Stierkämpferin Dolores und die Hotelmanager-Tochter Marguerita, genannt Maggie, kennen. Maggie ist jedoch mit Moreno liiert, der daraufhin eifersüchtig wird. Moreno erfährt auch, dass Mike ursprünglich ein Trapezartist im Zirkus war. Nach einem tödlichen Unfall eines Kollegen litt Mike jedoch zunehmend unter Höhenangst und musste seinen Beruf aufgeben. Als es zu einem Kampf zwischen den beiden Konkurrenten kommt, wird Moreno verletzt. Er zwingt Mike mit dem Wissen um dessen Höhenangst, ihn am Abend als Felsenspringer zu ersetzen. Mike überwindet seine Höhenangst, und es gelingt ihm ein perfekter Sprung. Gemeinsam mit Maggie und Raoul möchte er nun in die USA zu seinem Zirkus zurückkehren.

## Produktion

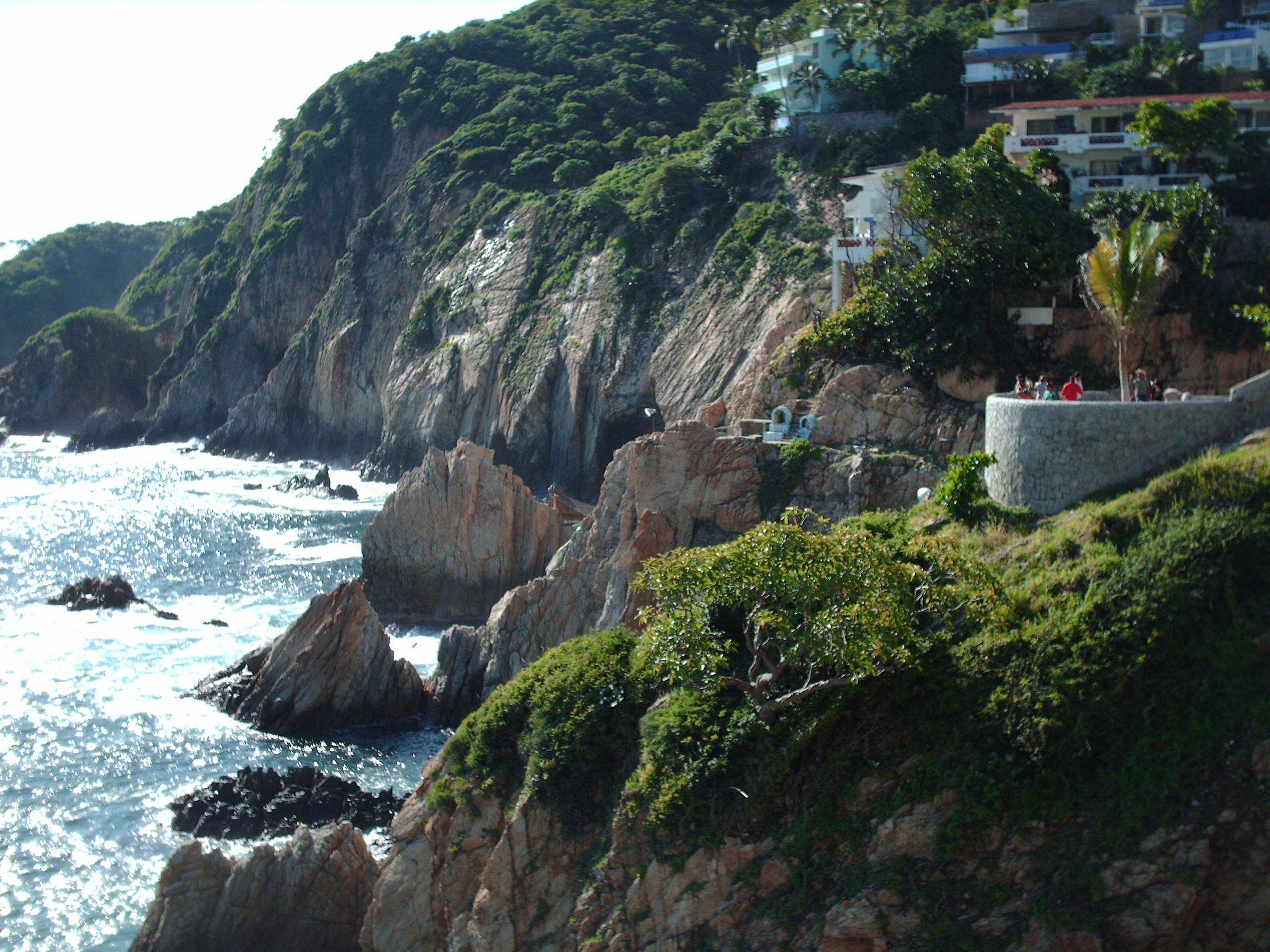
La Quebrada, Schauplatz des finalen Klippensprungs

Der Film wurde vom 28. Januar bis zum 16. März 1963 vor Ort in Acapulco gedreht; die Innenaufnahmen entstanden in den Paramount Studios. Presley selbst wurde übrigens die Einreise nach Mexiko verweigert (s. u.) und er wurde bei den Aufnahmen in Acapulco durch ein Double ersetzt. Seine Aufnahmen wurden ausschließlich im Studio gedreht. Die Szene des Klippensprungs entstand am La Quebrada und auch das zum Hotel El Mirador gehörende Restaurant La Perla, auf dessen Terrasse die Zuschauer den Klippenspringern bei ihrer Tätigkeit zusehen und Presley vermeintlich das Lied Guadalajara singt, existiert tatsächlich.
Elvis Presley singt im Film die folgenden Lieder:
- Fun In Acapulco (Sid Wayne & Ben Weisman)
- El Toro (Bill Giant, Bernie Baum & Florence Kaye)
- Marguerita (Don Robertson)
- The Bullfighter Was A Lady (Sid Tepper & Roy C. Bennett)
- (There's) No Room To Rhumba In A Sports Car (Fred Wise & Dick Manning)
- Bossa Nova Baby (Jerry Leiber & Mike Stoller)
- You Can't Say No In Acapulco (Dorothy Fuller & Lee Morris)
- Guadalajara (Pepe Guízar)

Ferner singt Presley mit der Gruppe The Four Amigos die Lieder I Think I'm Gonna Like It Here und Vino, Dinero Y Amor sowie mit Larry Domasin das Lied Mexico.
Das komplett in spanischer Sprache gesungene Lied Guadalajara wurde erst später dem Film hinzugefügt. Es ersetzte das ursprünglich geplante Lied Malagueña salerosa, das – vermutlich aufgrund rechtlicher Probleme – gestrichen wurde.

## Kritiken
Der film-dienst schrieb 1964:

„Der ganze Film ist akustisch durch die ständige Bemühung überhitzt temperamentvoller Musik, optisch durch ständigen Wechsel der von Natur und raffiniertem Geschmack her erstaunlichen Räume außerordentlich bewegt und überdeckt damit taschenspielerisch seine (wenn auch erwartete) Leere.“

Für das 1990 vom film-dienst herausgegebene Lexikon des internationalen Films war Acapulco ein „amerikanischer Prunkfilm in luxuriösem Milieu mit einer dummen Liebesgeschichte als Vehikel  für zahlreiche Schlager von Elvis Presley.“
Cinema bezeichnete die Musikromanze als „Mogelpackung“. „Elvis flirtet und trällert an Mexikos Badestrand“ beschreibt den ganzen Film, wobei Elvis vor Ort gedoubelt wurde und weitere Szenen mit Rückprojektionen in den USA entstanden, da es bei der Aufführung des Elvis-Films „Café Europa“ (1960) in Mexikos Kinos so heftige Randale gab, dass die Regierung den Sänger für unerwünscht erklärte.

## Kurioses
Über die Gründe, warum Presley damals nicht nach Mexiko einreisen durfte, kursieren zwei unterschiedliche Geschichten: Der mexikanische Filmemacher und Schauspieler Emilio Fernández saß während der Filmarbeiten neben dem in Acapulco arbeitenden, US-stämmigen Zeitungskolumnisten Mike Oliver auf der Terrasse des Continental Hilton Hotels, als sich ein Presley-Double für den Klippensprung bereit machte. Fernández sagte zu Oliver: „Das ist nicht der echte Elvis Presley. Den hat man aus Mexiko verbannt, weil er während eines Interviews auf die Frage, ob er denn im Film auch ein mexikanisches Mädchen küssen würde, gesagt haben soll: 'Eher küsse ich ein schwarzes, bevor ich ein mexikanisches Mädchen küsse.“
In einem 1999 erschienenen Buch mit dem Titel „Refried Elvis: The Rise of the Mexican Countercolture“ erläutert Autor Eric Zolov, dass Presley diese für ihn völlig untypische rassistische Zuspitzung nie gesagt habe. Weil er einem mexikanischen Politiker ein privates Konzert für dessen Tochter und ihre Freunde im Teenager-Alter verweigert hatte, soll Presley von der mexikanischen Presse mit dieser Geschichte belegt worden sein.